# Chiesa di Sant'Agostino (Soriano nel Cimino)
La chiesa della Santissima Trinità più conosciuta con il nome di Sant’Agostino, si erge accanto alla sede comunale. Costruita tra il 1765 e il 1776 su progetto di Nicola Fagioli, in luogo di un edificio preesistente dedicato a S. Vincenzo, in seguito alla Madonna della SS. Trinità, officiata dagli Agostiniani, fu consacrata nel 1818. Sorge nel comune di Soriano nel Cimino.

## Cinema
La chiesa è stata inquadrata nel film Don Franco e don Ciccio nell'anno della contestazione del 1970.